# Korpens skugga
Korpens skugga är en isländsk-svensk film från 1988 i regi av Hrafn Gunnlaugsson.

## Handling
Handlingen utspelar sig under vikingatidens slut. Trausti återvänder till Island och hamnar i en släktfejd, hans mor blir dödligt sårad och Eirikur, ledaren för den andra klanen, blir dödad. Trausti och Eirikurs dotter Isold blir kära i varandra men Isold är bortlovad till biskopens son. Som namnen antyder handlar det om en isländsk variant av sagan om Tristan och Isolde. Paret försöker försona ätterna och få slut på blodbadet. Men deras släktingar vill inte ge upp sina blodshämnder.

## Rollista (i urval)
- Reine Brynolfsson - Trausti
- Tinna Gunnlaugsdóttir - Isold
- Egill Ólafsson - Hjorleifur
- Sune Mangs - Biskopen
- Kristbjörg Kjeld - Sigrid
- Klara Íris Vigfúsdóttir -  Sol
- Helgi Skúlason - Grim
- Johann Neumann - Leonardo
- Helga Bachmann - Edda

Noomi Rapace, Nina Norén och Noréns dåvarande man Hrafnkell Karlsson medverkar som statister

## Om filmen
Filmen spelades framförallt in på södra Island. Scenbygget på Drangshlíð som använts i Korpen flyger återanvändes som utvecklades till Trustis gård Kross. Scenerna på Alltinget spelades in på Þingvellir nationalpark, där tinget skulle ha hållits på 1000-talet. Den nu förstörda stenbron vid Ófærufoss som omtalas i Sturlungasagan användes i flera nyckelscener i filmen. Flera av interiörerna spelades in på Filmhusets ateljéer. På Island uppförde man en medeltidskyrka för att spela in exteriörer och interiörer, vilken senare användes som studio för andra filmer och lagerlokal för rekvisita. 2006 brändes kyrkan ner av narkomaner. Filmens budget var 14 miljoner SEK, eller 200 miljoner ISK. Den isländska filmfonden svarade för en fjärdedel av den totala budgeten, resten kom från svenska medproducenter.

## Kuriosa
- När filmen släpptes på VHS och senare DVD i Sverige var filmen 20 minuter kortare än den version som gick upp på bio - dessa 20 minuter finns med på blu-rayutgåvan från 2025.